# Smoochum
Smoochum (japanski: ムチュール Muchūru) jedan je od 1025 fiktivnih vrsta Pokémona iz medijske franšize Pokémon, skupa Pokémon videoigara, animiranih serija, manga stripova, knjiga, igraćih karata i drugih medija kojima je tvorac Satoshi Tajiri. Svrha je Smoochuma u videoigrama, animiranoj seriji i manga stripovima, kao i svrha ostalih Pokémona, borba s divljim Pokémonima – neukroćenim stvorenjima koje igrači i likovi pronalaze dok kreću na razne avanture – i pripitomljenim Pokémonima drugih Pokémon trenera.
Ime Smoochum najvjerojatnije je izmijenjena verzija fraze "smooch them" = izljubi ih (kao što je prezime Asha; "Ketchum", zapravo izmijenjena verzija fraze "catch 'em" ili "catch them" = uhvati ih), što se odnosi na naviku ovog Pokémona da ljubi sve što stigne. Još jedan mogući izvor njena imena jest kombinacija engleskih riječi "smooch" = izljubiti, i "chum" =  prijatelj, odnoseći se na njenu prijateljsku narav.
Smoochumov se lik temelji na liku ljudskog ženskog djeteta, kao što je njen evoluirani oblik, Jynx, klasificirana kao Pokémon "ljudskog oblika". Smoochum bi također mogla imati neke veze s Yuki-onnom, za koju je često rečeno da sa sobom nosi prividno ljudsko dijete.

## Biološke karakteristike
Kao i njen evolucijski oblik, Jynx, Smoochum je uvijek ženskog spola. Smoochum nalikuje na razigranu jednogodišnjakinju, opisujući njen rani oblik evolucije. Smoochum je gotovo uvijek u pokretu, razigrano trčeći uokolo, no zbog svog okruglog tijela i nezgrapnih nožica, često se spotakne i padne.
Njene su usne najosjetljiviji dio njena tijela. Umjesto ruku, uvijek koristi usne kako bi ispitala neki predmet koji je susrela prvi put u životu, kao da ga ljubi. Dok hoda, ima sklonost njihanju glave naprijed-natrag kao da nekoga ljubi.
Smoochum pokazuje veliki stupanj osviještenosti za svoj izgled; često pregledava svoj odraz lica u lokvama, rijekama i staklu kako bi se uvjerila da joj lice nije prljavo.

## U videoigrama
Smoochum je poznata po tome što je jedna od prvih Pokémon Beba u videoigrama, uvedenih u drugoj generaciji Pokémona. Može ju se dobiti samo uzgajanjem Jynxa s Pokémonom iz njene jajčane skupine, a zatim izvaljujući Poké-jaje koje sadrži Smoochuma. Smoochum se u Jynxa razvija na 30. razini.
Unatoč tomu što je Pokémon Beba, Smoochum posjeduje veoma visok Special Attack status. Ostale statistike su joj niske, što je i za očekivati od jedne Pokémon Bebe. Njen evoluirani oblik, Jynx, posjeduje visoke statistike, izuzev njene Defense statistike, koja je veoma niska.
Smoochum je veoma čest Pokémon u ranim krugovima borbi u Borbama bez granica (Battle Frontier) Pokémon Emerald igre. Tri nagrade za sudjelovanje u Borbama bez granica temelji se na liku Smoochuma: plakat, jastuk i Pokémon lutka. Ova nagrade igrač može postaviti u svojoj tajnoj bazi.
U Borbama bez granica Pokémon Emerald igre, Smoochum je jedan od rijetkih Ledenih Pokémona koje koriste treneri u ranim krugovima. Svaki Smoochum u Borbama bez granica drži Jarki prah (Brightpowder) i ima istu listu tehnika u svakoj borbi koja se sastoji od: Slatkog poljupca (Sweet Kiss), Prevare (Fake Out), Pjevanja (Sing) i Blatne pljuske (Mud Slap). Ova je strategija veoma korisna i dobra, zadajući igračevim Pokémonima razna djelovanja na njihove statistike. Doduše, zbog Smoochumovih niskih Attack i Defense statistika, igrači ju najčešće onesvijeste prije no što ona uopće upotrijebi jedan od svojih napada. 
U Pokémon Mystery Dungeon igrama, Smoochum se pojavljuje u Veselom tornju između 21. i 24. razine tornja. Kako je razina igrača (Pokémona) snižena na 1. razini kada on uđe u toranj, Smoochum postaje težak protivnik, jer njen napad Snijega u prahu (Powder Snow) može onesvijestiti igrača ako u međuvremenu nije podigao svoju razinu. Ako igrač posjeduje područje Ledene spilje, Smoochum će se vjerojatno pridružiti igraču. Kada Smoochum dostigne 30. razinu, igrač ju može postaviti kao vođu tima, otići u Blistavu pećinu i tamo ju razviti u Jynxa.

## U animiranoj seriji
Smoochum je prijateljica Pichu braće, Pokémona koji se često pojavljuju u Pokémon filmovima te se pojavila u kratkometražnom filmu prije dugometražnog trećeg filma ("Pikachu and Pichu"), kao jedan od brojnih Pokémona koji pokušavaju spriječiti rušenje kuće od automobilskih guma nakon što su se Pichu braća i Pikachu borili s Houndourom. 
Nekoliko se puta pojavila i u Pokémon Kronikama, gdje je u krugu prijatelja Pichu braće, Teddiurse, Woopera, Magbyja, Azumarilla i, u čudnim okolnostima, Meowtha Tima Raketa. 
Pojavljuje se i u posljednjoj epizodi četvrte sezone Pokémon animirane serije, "The Screen Actor's Guilt", pripadajući poznatom glumcu koji ju daje Ashu i prijateljima, u nadi da ga njegovi fanovi neće vidjeti sa Smoochumom, što bi upropastilo njegov macho imidž. 